# Boëlhe
Boëlhe is een dorp in de Belgische provincie Luik en een deelgemeente van de gemeente Geer. Het was een zelfstandige gemeente tot het bij de fusie van 1977 toegevoegd werd aan de gemeente Geer.
Boëlhe ligt in het noorden van de gemeente Geer aan de taalgrens. De dorpskom ligt aan de weg van Geer naar Trognée. Boëlhe is een landbouwdorp in Droog-Haspengouw. Er is vooral akkerbouw, veeteelt en fruitteelt. In het noorden van de deelgemeente ligt het gehucht Villereau dat sinds 1977 ervan deel uitmaakt. Voordien vormde het gehucht een exclave van Trognée binnen Boëlhe.

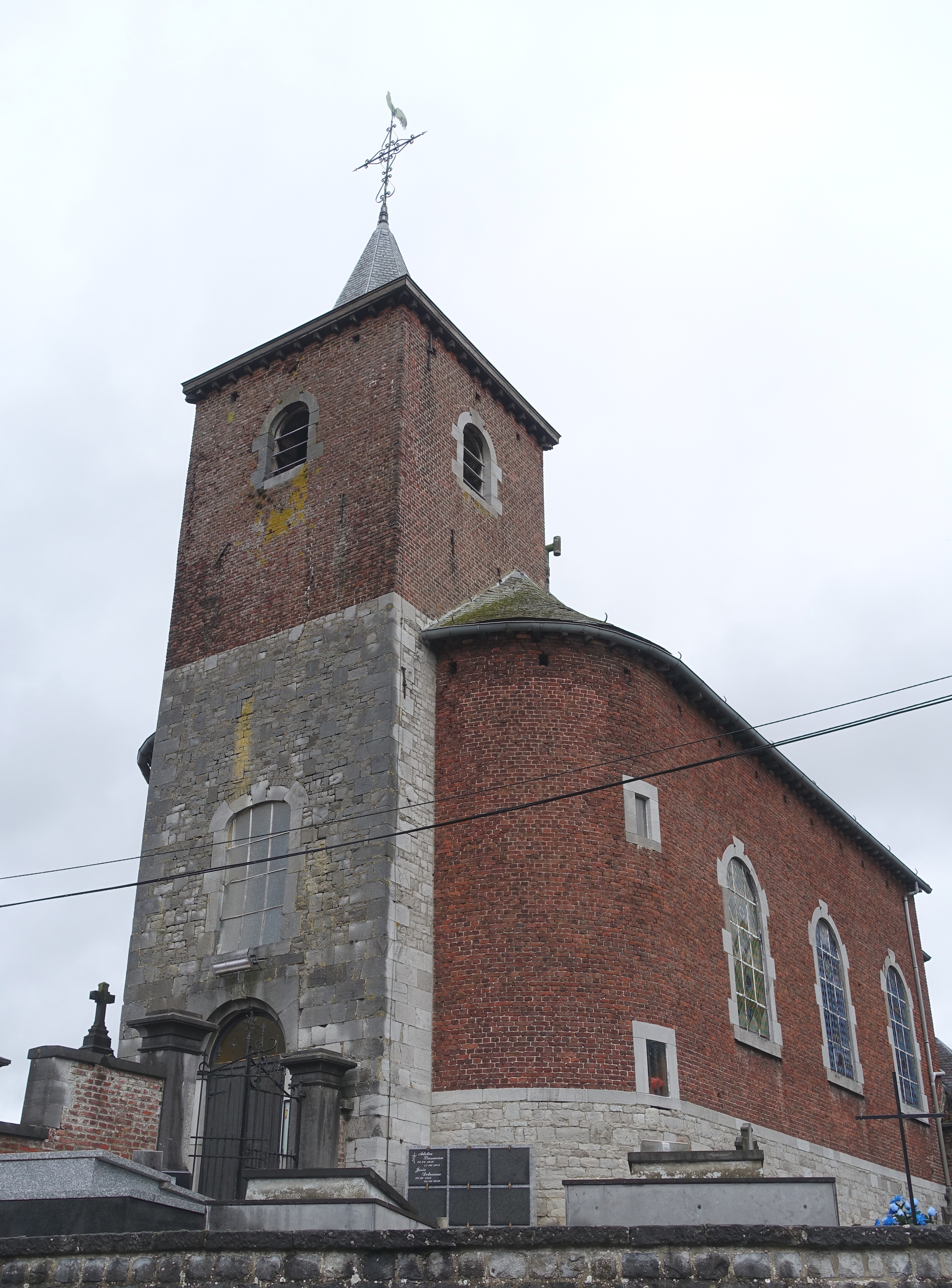
De Sint-Lambertuskerk

## Geschiedenis
Over de geschiedenis van Boëlhe is weinig bekend. Waarschijnlijk was Boëlhe voor de 14de eeuw in kerkelijk bezit omdat er voogden heersten over het dorp. Deze voogden, eerst van de familie Harduemont en vanaf 1451 van de familie Seraing. Sindsdien was het dorp een heerlijkheid dat een leen was van het prinsbisdom Luik. Hun nakomelingen verklaarden zich vanaf de 16e eeuw heren van Boëlhe; in het dorp werd er ook een rechtbank gesticht. De heer van het dorp was dezelfde als deze van Darion en Hollogne-sur-Geer. Deze familie verbleef waarschijnlijk in het Kasteel van Boëlhe. Het is een imposant kasteel met drie hoofdgebouwen geflankeerd door vleugels in verlenging van het oorspronkelijke pand. Het centrale gebouw werd in 1910 fors gewijzigd. De bijgebouwen zijn in Normandische-stijl.
Boëlhe was reeds vroeg een parochie toegewijd aan Sint-Lambertus. Het recht om de pastoor aan te duiden was lange tijd in handen van het kapittel van de Sint-Pauluskerk te Luik.

## Bezienswaardigheden
- De Sint-Lambertuskerk (Église Saint-Lambert) is een kerkgebouw uit 1764.
- Het Kasteel van Boëlhe dateert van 1779 en is gebouwd op de grondvesten van een oude burcht. In 1910 werd het kasteel verbouwd. Rond het kasteel ligt een groot kasteelpark. Het kasteel met het park werden in 1970 beschermd als landschap terwijl het kasteel zelf in 1982 beschermd werd als monument.
- De Ferme de Seny is een vierkantshoeve uit het begin van de 19de eeuw. Ze werd in 1983 beschermd als monument.

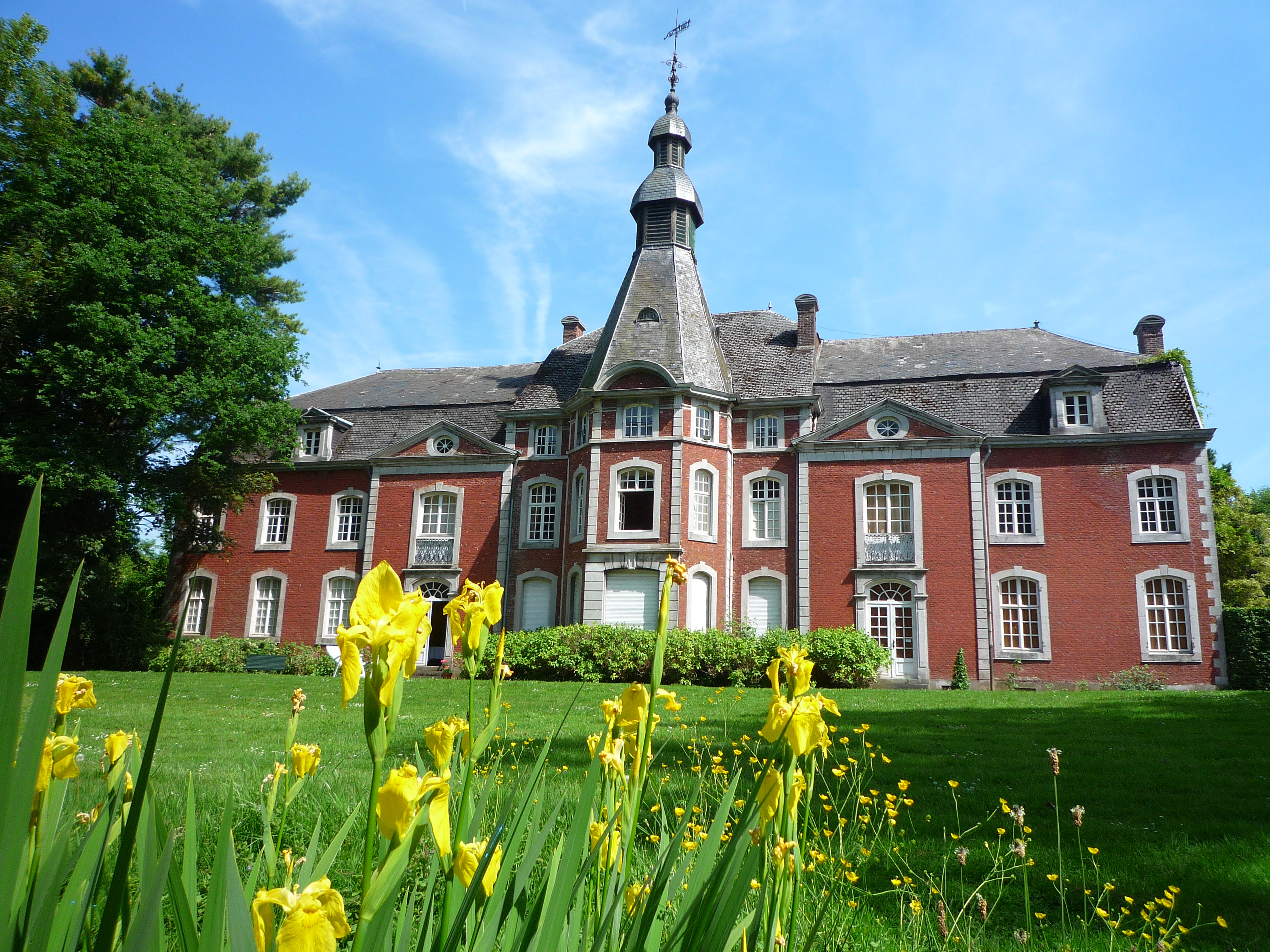
Kasteel van Boëlhe
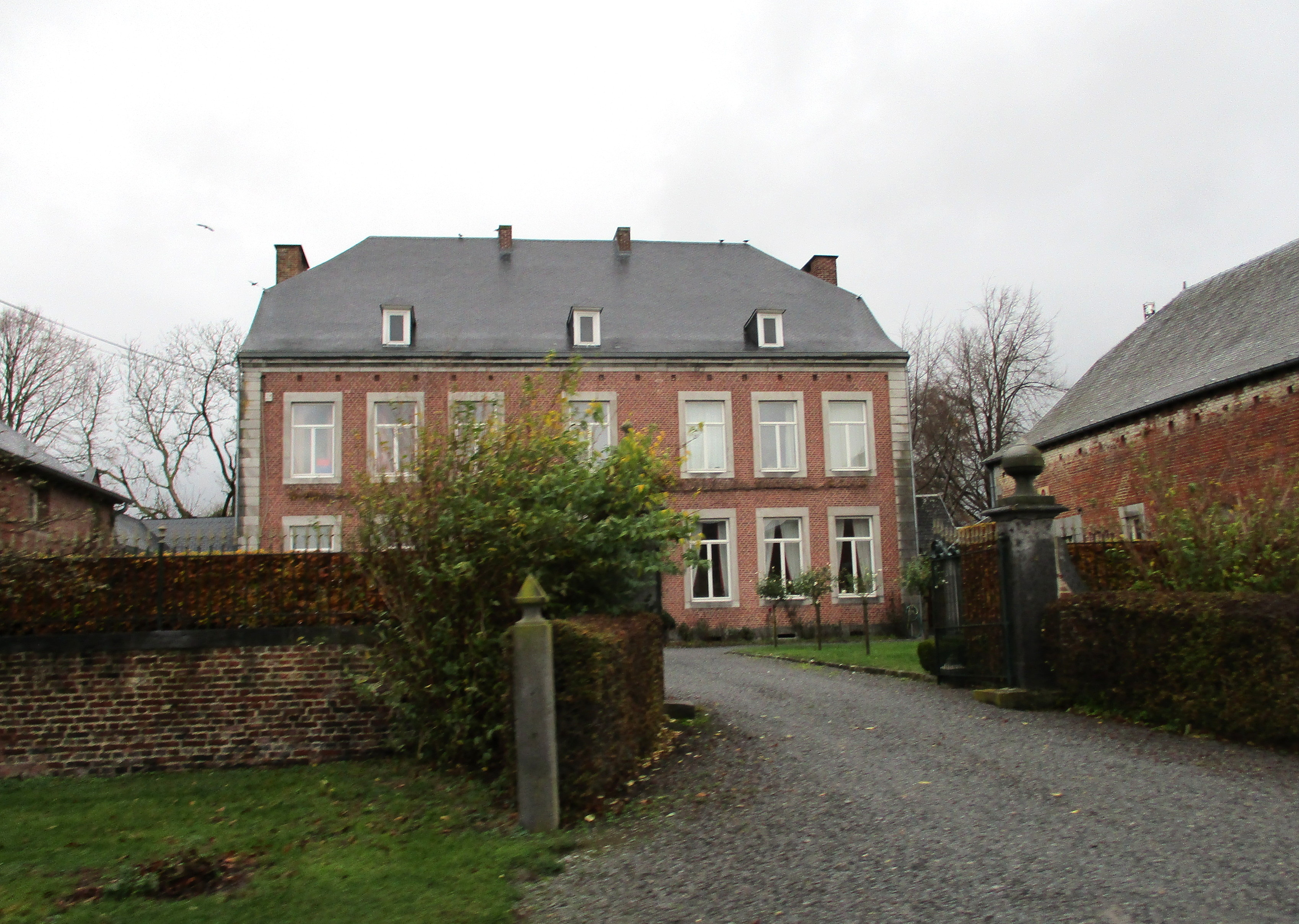
Ferme de Seny
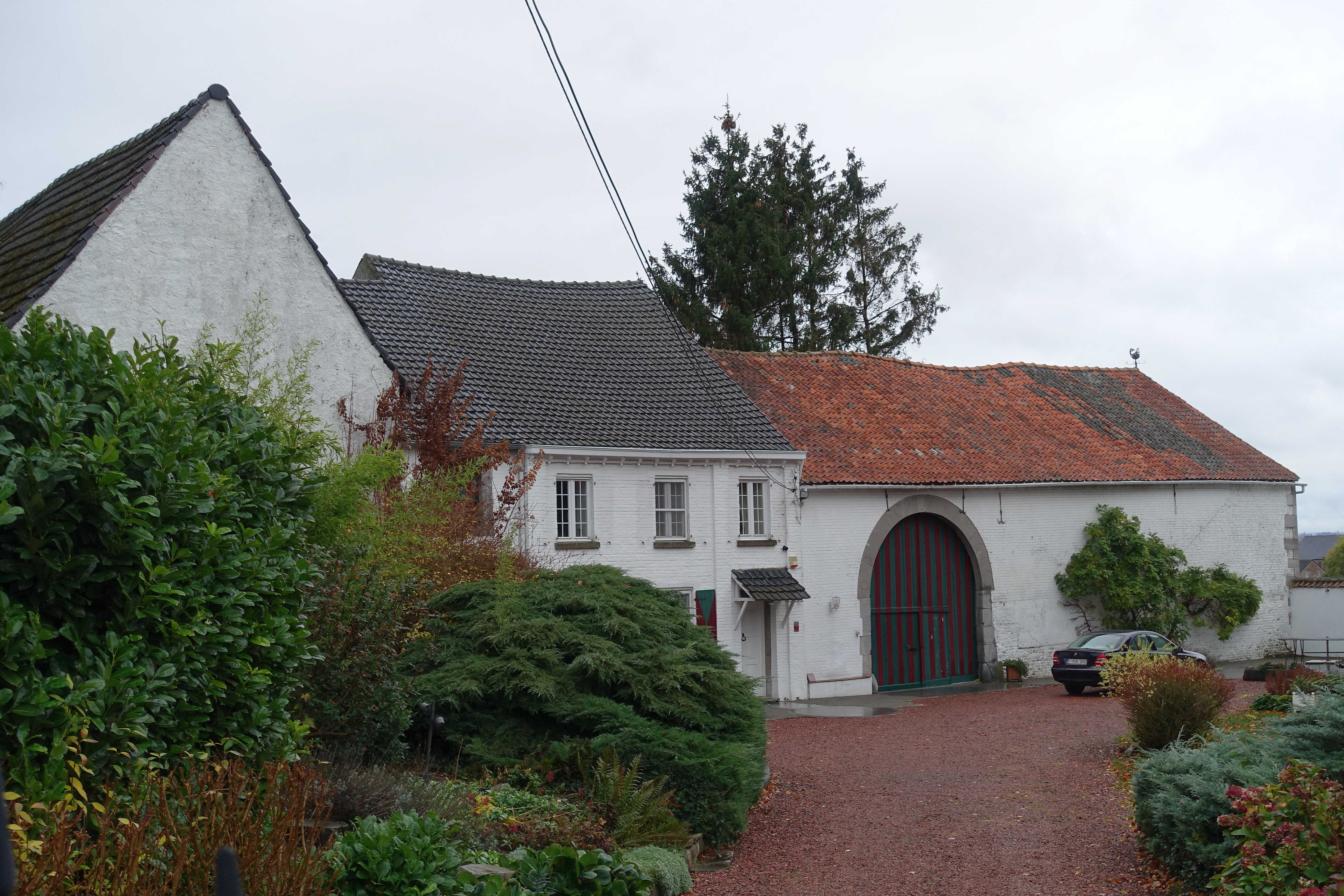
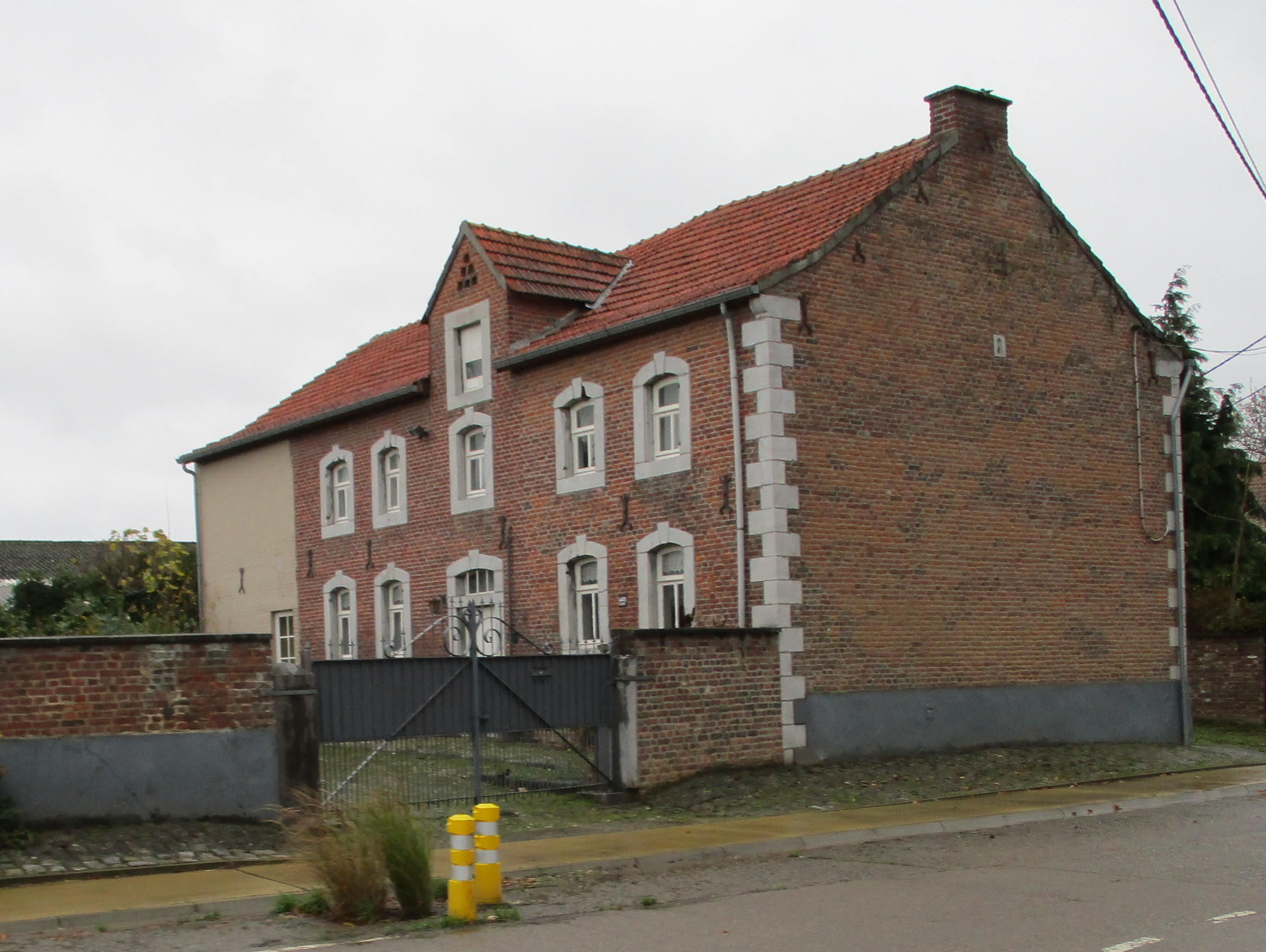

## Natuur en landschap
Ten oosten van Boëlhe ontspringt de Mule die oostwaarts inr de Grande Bek en uiteindelijk in de jeker uitmondt. De hoogte aan de kerk bedraagt 143 meter.

## Demografische ontwikkeling
- Bronnen:NIS, Opm:1831 tot en met 1970=volkstellingen, 1976= inwoneraantal op 31 december

## Nabijgelegen kernen
Crenwick, Geer, Abolens, Trognée
Deelgemeenten: Boëlhe · Darion · Geer · Hollogne-sur-Geer · Lens-Saint-Servais · Ligney · Omal

Belgische gemeenten · arrondissement Borgworm · provincie Luik · Wallonië